# 형 (2016년 영화)
《형》은 2016년에 개봉한 대한민국의 영화이다.

## 캐스팅
- 조정석 : 고두식 역
- 도경수 : 고두영 역
- 박신혜 : 이수현 역
- 김강현 : 대창 역
- 지대한 : 국가대표 감독 역
- 임철형 : 중년남 역
- 이도연 : 두영클럽녀 역
- 김진희 : 두식클럽녀 역
- 손산 : 가석방 심사원 역
- 심훈기 : 가석방 심사원 역
- 정재진 : 슈퍼주인 역
- 장햇님 : 수납간호사 역
- 문지현 : 은행직원 역
- 강두 : 외제차 딜러 역
- 구혜령 : 복직과직원 역
- 이상훈 : 복직과직원 역
- 정유진 : 어린 애인 역
- 박재한 : 경찰 역
- 손미희 : 복도간호사 역
- 정동규 : 의사 역
- 이명하 : 병원 여직원 역
- 천석현 : 병원 남직원 역
- 전기영 : 유도해설자 역
- 최민호 : 유도해설자 역
- 배성재 : 유도캐스터 역
- 권지훈 : 일본선수 역
- 마마달리예프 파하 : 터키선수 역
- 조원희 : 두식 부 역
- 이연수 : 두식 모 역
- 전하늘 : 어린 고두식 역
- 정지훈 : 어린 고두영 역
- 노영화 : 동네아줌마 역
- 홍명기 : 대리기사 역
- 권범택 : 경비아저씨 역
- 이한나 : 여의사 목소리 역